# セメイ
座標: 北緯50度24分20秒 東経80度13分45秒 / 北緯50.405454度 東経80.229034度

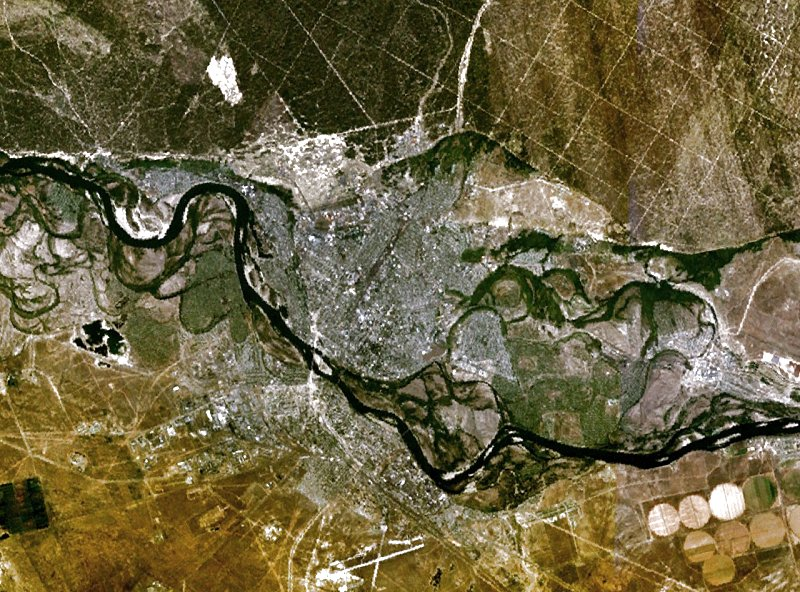
セメイの衛星写真

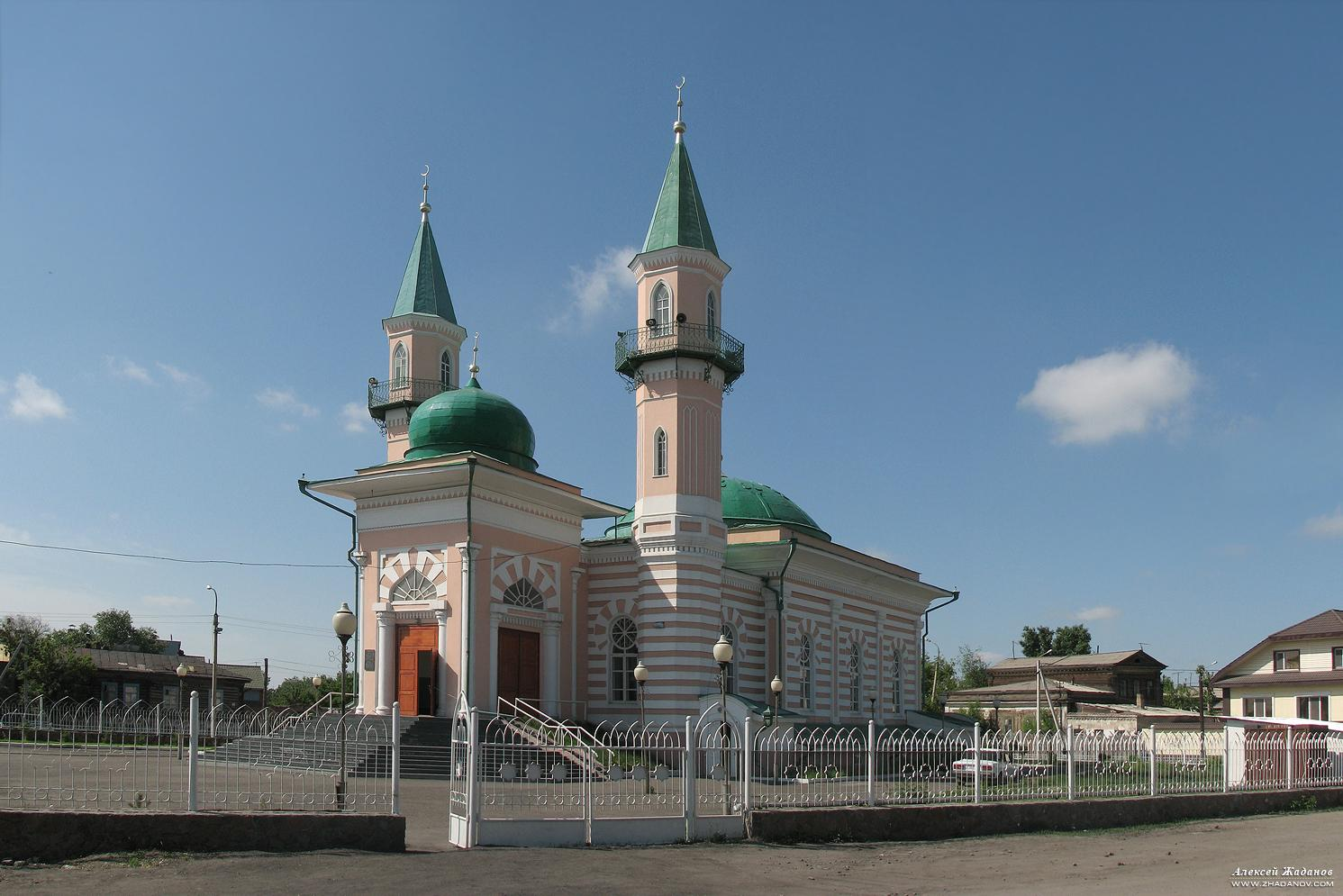
モスク

セメイ（カザフ語：Семей、ラテン文字転写：Semey）は、カザフスタン北東部のアバイ州の州都。かつてはセミパラチンスク（Семипалатинск）と称された。
行政上は地区（ラヨン）から独立した地区級市で、セメイ以外の都市を含んでいる。地区級市の人口は327,516人（2022年推計）。

## 歴史
1718年に、ロシア人がイルティシュ川沿岸に城砦を築き、初めての入植を行った。城砦の原型となった仏教寺院跡の7つの建物から、城砦は「7つの部屋の町」を意味するセミパラチンスクと名付けられた。城砦はイルティシュ川の氾濫に苦しめられたため、1778年に18キロメートル上流の現在の位置に移設された。城砦の周囲には、カザフ人遊牧民とロシアとの間の河川交易に携わる住民が居住し、小規模な都市が形成された。1910年代末にトルキスタン・シベリア鉄道がセメイまで敷設されると、中央アジアとシベリアの中間にある交通の要所として繁栄した。
作家のドストエフスキーがシベリア流刑後の兵役期間（1854年から1859年）中に当地の守備大隊に配属され、知り合った女性と最初の結婚をしている。カザフ国民文学の祖とされるアバイ・クナンバイウルが学生時代を過ごしたことでも知られる。
第二次世界大戦後には、シベリア抑留を受けた日本兵捕虜の一部が送られてきた。彼らは過酷な環境で強制労働に従事し、多くの者が命を落とした。
1939年からセミパラチンスク州の州都であったが、1997年に同州が東カザフスタン州と合併したことで州都ではなくなった。2022年6月8日に旧セミパラチンスク州がアバイ州として復活すると、再度州都に選ばれた。

## 行政地区
14村区と2町から成る。
- アイナブラク村区
- アクブラク村区
- アブラリン村区
- アルガバス村区
- イルティシュ村区
- オーゼル村区
- カラオレン村区
- ジエナリン村区
- ジャズィク村区
- ズナーメン村区
- タナト村区
- ドスティク村区
- ノヴォバジェノフ村区
- プリレーチ村区
- シュリビンスク町
- チャガン町

## セミパラチンスク核実験場と非核条約
1949年にセメイの西方150キロメートルの草原地帯（現在のクルチャトフ付近）に核実験場が開設され、1989年までの間に通算456回の核実験が行われた。うち116回の実験は大気中で行われたため、セメイをはじめとする周辺地域に多くの放射性降下物が散布された。放射能汚染に起因すると思われる健康被害に苦しむ住民も多い。
2006年、セメイで中央アジア諸国によって非核条約「セメイ条約（セミパラチンスク条約）」が締結された。

## 友好姉妹都市
- イーペル、ベルギー（2012年3月17日）